# Vinzenz Glaser
Vinzenz Hans Glaser (* 15. August 1992 in Hildburghausen) ist ein deutscher Politiker (Die Linke). Seit 2025 ist er Mitglied des Deutschen Bundestages und vertritt als Abgeordneter den Wahlkreis Freiburg.

## Persönlicher Werdegang
Vinzenz Glaser wurde 1992 in Thüringen geboren und lebt seit 2018 im Freiburger Stadtteil St. Georgen.
Nach seiner Ausbildung zum staatlich anerkannten Erzieher hat er in verschiedenen sozialen Einrichtungen gearbeitet. Begleitend hat er an der Katholischen Hochschule Freiburg Soziale Arbeit (B.A.) studiert. Seine Bachelorarbeit schreib er über Gentrifizierung und Wohnungsnot. Seit Anfang 2024 war er bis zu seiner Wahl in den Deutschen Bundestag als Sozialarbeiter in der offenen Kinder- und Jugendarbeit tätig. Sein Masterstudium in Friedenspädagogik/Peace Education an der Evangelischen Hochschule Freiburg wird durch ein Stipendium der Rosa-Luxemburg-Stiftung gefördert.

## Politischer Werdegang

### Die Linke
Vinzenz Glaser politisches Engagement bei Die Linke begann 2021. Zuvor war Glaser in verschiedenen außerparlamentarischen Gruppen aktiv, engagierte sich bspw. in der pro-migrantischen Seebrücke und arbeitete in antikapitalistischen Bündnissen an der Organisation von Demonstrationen mit.
Bei den Kommunalwahlen 2024 kandidierte Glaser auf Platz 6 der Linken Liste Freiburg. Das linke Personenbündnis konnte vier Plätze im Freiburg Gemeinderat erringen.
Weil eine Person am Rande einer AfD-Veranstaltung in Freiburg am 17. Februar 2025 einen Hitlergruß zeigte, teilten die Partei Die Linke und ihr Freiburger Direktkandidat Vinzenz Glaser mit, wegen des Vorfalls Anzeige erstattet zu haben. Ob es sich bei einem der Anzeigenerstatter um Glaser handelt, bestätigte die Polizei auf Nachfrage nicht.

### Deutscher Bundestag
Seit 2025 ist Vinzenz Glaser Mitglied des Deutschen Bundestages. Er zog über Landeslistenplatz vier der Linken Baden-Württemberg in den Bundestag ein. Im Wahlkreis Freiburg erreichte er zehn Prozent der Erststimmen. Seine Partei wurde hier mit 13,9 Prozent der Zweitstimmen viertstärkste Kraft. Glaser ist einer von drei Abgeordneten im 21. Bundestag: Neben ihm zog Chantal Kopf (Grüne) über ein Direktmandat und Martina Kempf (AfD) in den Bundestag ein.
Glaser ist im 21. Deutschen Bundestag Mitglied des Auswärtigen Ausschusses. Außerdem ist er stellvertretendes Mitglied im Verteidigungsausschuss, sowie im Ausschuss für Menschenrechte und humanitäre Hilfe. Zudem ist er Mitglied der Deutsch-Französischen Parlamentarische Versammlung und Sprecher für antikoloniale Außenpolitik seiner Fraktion.
Die Friedensfrage setzte Linken-Politiker Glaser vor der Wahl an oberste Stelle. Ohne Frieden in Europa könne weder die Klimafrage noch wirtschaftliche und sozialpolitische Probleme gelöst werden. Nach der Wahl gab er an, sich als Erzieher und Sozialarbeiter für die Bundestagsausschüsse für Arbeit und Soziales sowie für Familien, Frauen, Senioren, Kinder zu interessieren. Ferner wolle er seine Partei darin unterstützen, den Mietendeckel zu erkämpfen.